# Lijst van stadsarchitecten van Maastricht
Dit is een lijst van personen die in het verleden de functie van stadsarchitect, stadsbouwmeester of een vergelijkbare functie hebben uitgeoefend in de Nederlandse stad Maastricht.

## Stadsarchitect in Maastricht
De functie van stadsarchitect werd in het verleden ook wel aangeduid als fabriek, stadsbouwmeester, stadsmetselaar of stadstimmerman. In een recenter verleden had de stadsarchitect meestal de functieaanduiding (stads)ingenieur of directeur van Openbare Werken, Gemeentewerken of Dienst Stadsontwikkeling. In de latere twintigste eeuw fungeerden enkele architecten en planologen als stadsarchitect, die geen officiële aanstelling daartoe hadden, maar wel grote invloed hadden op de stadsontwikkeling. Ook van sommige 'oudere' stadsarchitecten is geen aanstelling bekend, maar blijkt uit hun werkzaamheden dat ze die functie vervulden.
De aanduiding 'fabriek' is al oud en had betrekking op het hoofd van de stadsfabriek (openbare werken). Mogelijk bestond die functie al in de late middeleeuwen. De 'fabriek' of stadsbouwmeester had de algehele leiding over de stadswerken (bouwwerken, infrastructuur), de stedelijke brandweer en de stadskarren (stadsreiniging en vuilnisophaaldienst; werden ook bij brand ingezet).
Tijdens het ancien régime waren de stadsbouwmeesters in dienst van de oud-burgemeesters of eerste schepenen, die de leiding hadden over het stadsfabriek. De stadsbouwmeester, vergezeld door de controleur, trok dagelijks door de straten en over de stadswallen, om hun toestand te inspecteren en zo nodig reparaties te laten uitvoeren (niet in de wintermaanden). In 1665 bedroeg het budget daarvoor 10.000 gulden. De meeste stadsbouwmeesters voerden tevens herstel- en uitbreidingswerkzaamheden aan de buitenwerken uit.
In de negentiende eeuw heette de stadsfabriek Dienst Stedelijke Werken en Eigendommen. Omstreeks 1850 was de directeur van de dienst (de 'stadsingenieur') verantwoordelijk voor 18 kilometer straat, 11 kilometer riolering en afvoergoten, de Jekerloop binnen de vesting, de Maasbrug, circa 40 gemeentelijke gebouwen, de Algemene Begraafplaats Tongerseweg, 125 stadspompen en de stadsuurwerken. Daarnaast was hij brandweercommandant.
In de naoorlogse periode breidde Maastricht sterk uit. De plannen daartoe kwamen meestal in teamverband tot stand door de Dienst Stadsontwikkeling (zie bijv. Dingemans, Viegen en Van de Venne).

## Lijst van stadsarchitecten per eeuw
Hieronder volgt een onvolledige, chronologische lijst van stadsarchitecten van Maastricht.

### Zestiende eeuw
- Coenraad (I) van Neurenberg (ca. 1465-ca. 1542). Werkzaam als bouwmeester en steenhandelaar in Maastricht. Hij was verantwoordelijk voor vestingwerken en kademuren in Maastricht en de bouw van verschillende kerken en kloosters in de omgeving van Maastricht. Hij was volgens sommige bronnen de bouwmeester van de Nieuwstadfortificaties in Maastricht (ca. 1515-1517). In 1522 zou hij uit de stad zijn verbannen vanwege de instorting van een door hem gebouwd deel van de tweede stadsmuur nabij de Boschpoort.[5] In 1535 was hij echter weer (of nog steeds) in Maastricht werkzaam.[6] Nakomelingen van hem waren betrokken bij prestigieuze bouwprojecten in tal van (Noord-)Nederlandse steden.[7] Zie ook Coenraad (III) van Neurenberg.

### Zeventiende eeuw
- Cornelis Pesser. Van 1657-1664 namens de stad assistent van Pieter Post bij de bouw van het stadhuis van Maastricht, dus waarschijnlijk op dat moment in functie als stadsbouwmeester. Eerder voerde hij diverse werkzaamheden aan de vestingwerken uit{{Refn|group=noot|Zo werkte hij in 1638 aan de bouw van twee hoornwerken buiten de Tongerse- en Brusselsepoort, en in 1644-1645 aan een ravelijn buiten de Sint-Pieterspoort. Voor die laatste opdracht ontving hij 14.000 gulden.[8] en renoveerde hij de Pont des Arches in Luik (1648-1657). Het bestaande huis Kleine Gracht 31 ("Huis Pesser") werd door hem verbouwd (na 1658).[9]

### Achttiende eeuw
- Gilles Doyen (vóór 1680-1736). Luiks-Maastrichts burger sinds 1696. Restaureerde de Bonnefantenkerk (1710) en de Sint-Janskerk (1713) en verving het houten plafond van de Onze-Lieve-Vrouwekerk door een stenen gewelf (1715). Ontwierp het Sint-Martinushofje (1715). Herstelde drie bogen van de Maasbrug, naar tekeningen van Franciscus Romanus (1716).[10]
- Tilman Kerens (1694-1760). Stadsbouwmeester circa 1750. Geschilderd portret in het Bonnefantenmuseum.[11]
- Mathias Soiron (1748-1834). Gevierd architect, tevens tuin- en binnenhuisarchitect en meubelontwerper. Stadsbouwmeester in de jaren 1780-1790? Bouwde in het wachthuis bij de Onze-Lieve-Vrouwepoort (1786, met Pierre François Deplaye)[noot 3] en verbouwde de Jezuïetenkerk tot schouwburg (Bonbonnière, 1788-1789).
- Jean François Deplaye. Bouwde in opdracht van het stadsbestuur de Latijnse school (1787) op het terrein van het voormalige Jezuïetenklooster.

### Negentiende eeuw
- Jean François Soiron (1755-1819). In december 1795 benoemd tot stadsarchitect (benoemd bij de Dienst der Domeinen) en als zodanig in functie tot aan zijn dood, mogelijk met een onderbreking (1798-1803).[13] Ontwierp de Algemene Begraafplaats Tongerseweg (1811).
- Mathieu Hermans (1789-1842). Stadsbouwmeester van 1818/1819-1842. Verbouwing Tweede Minderbroederskerk tot rechtbank en marechausseekazerne (1825-1826). Mogelijk was hij het die kort na 1824 het voormalige Vleeshuis (Grote Staat / Achter het Vleeshuis) verbouwde tot brandweerkazerne. Bouw synagoge aan de Bogaardenstraat (1838-1840).[14]
- Nicolaes Kraft (1810-1849). Opvolger van Mathieu Hermans als stadsbouwmeester (1843-1849). Realiseerde tevens enkele waterstaatskerken en de nieuwbouw van de buitensociëteit Slavante.[15]
- G.W.C. Pijtak (1822-1855). Stadsbouwmeester van 1849 tot 1855.[noot 4] Begin Dienst Gemeentewerken (1851).[noot 5]
- J.G. (Grégoire) van den Bergh (1824-1890). Stadsingenieur (directeur Openbare Werken), waarschijnlijk vanaf 1855 tot 1861. Voltooide in die functie de gemeentelijke gasfabriek Capucijnenstraat-Lindenkruis (1858) en ontwierp een rioleringsplan (1857; uitvoering 1863-1865). Ontwierp een uitbreidingsplan voor de Algemene Begraafplaats Tongerseweg (1857).[18][19]
- A.J.F. (Antoine) Cuypers. Volgde in 1861 Van den Bergh op als stadsingenieur. Maakte ontwerpen voor Stedelijk Gymnasium, Helmstraat (1864, niet uitgevoerd) en post- & telegraafkantoor, hoek Vrijthof-Helmstraat (1869, gesloopt). Was ook stadsarchitect van Breda.
- Johannes Hubertus Nivel (1845-1895). Stadsingenieur van 1873-1876, tevens directeur Gemeentelijke Gasfabriek.[20] De aanleg van de Singelweg in deze periode (Statensingel, Frontensingel en Fransensingel, later ook Prins Bisschopsingel en Hertogsingel) volgde echter het Plan van uitleg voor de ontmanteling van Maastricht van rijksingenieur Frits van Gendt.[21]
- Willem Jean Brender à Brandis (1845-1929). Stadsbouwmeester van 1876-1891.[22] Eerste wetenschappelijk geschoolde directeur van Openbare Werken. Ontwierp entreegebouw Bonbonnière (1877, met J. Rémont). Ontwierp uitbreidingsplannen voor de Stationsbuurt en het Villapark (1882-1886). Ontwierp nieuwbouw Stedelijk Gymnasium (1886, gesloopt). Coördineerde aanleg waterleiding (1886-1887).[23]

### Twintigste eeuw
- W.J.H. (Jos) Bauduin (1856-1928). Ingenieur-directeur van Gemeentewerken van 1891-1905; ingenieur van Gemeentebedrijven van 1905-1922.[noot 6] Directeur Gemeentereiniging (1894), Maastrichtsche Tram (1896-1914), Gemeentelijk Telefoonbedrijf (1901), Gemeentelijk Slachthuis (1901), Gemeentelijk Elektriciteitsbedrijf (1910), Gemeentelijk Waterleidingsbedrijf (1918), gemeentelijke bad- en zweminrichtingen (1918), Gemeentelijke Autobussendienst (1919) en Gemeentelijke Vrachtwagendienst (1922).[25] Maakte een eerste ontwerp voor de nieuwbouw van de Gemeentelijke HBS (1901; in sterk gewijzigde vorm uitgevoerd).
- J.G.H. (Guillaume) Schoth (1858-1934). Ingenieur van Gemeentewerken van 1905-1924. Ontwierp een eerste uitbreidingsplan voor de stad (1900-1904), dat in 1905 werd goedgekeurd door de raad.[26] Wijzigde het ontwerp van Bauduin voor de Gemeentelijke HBS (1901-1903). Ontwierp de openbare Herbenusschool, later Sint-Servatiusschool (1911-1912) en de rooms-katholieke BLO-school in de Bogaardenstraat (1912, gesloopt).
- J.Th.J. (Jos) Cuypers (1861-1949). Ontwierp complex volkswoningen Statensingel/Herbenusstraat (1919). Werkte aan een visie voor de stadsuitbreiding na de annexatie van 1920 (deels met Jos Klijnen), wat leidde tot het Uitbreidingsplan in Hoofdzaken (1941). In de jaren 1920 en 1930 voorzitter van de Maastrichtse Schoonheidscommissie.[27]
- Jos Klijnen (1887-1973). Werkte vanaf 1933 in opdracht van de gemeente aan Uitbreidingsplan in Hoofdzaken (1941), voortbouwend op de ideeën van Jos Cuypers. Sinds 1920 lid van de Maastrichtse Schoonheidscommissie. Ontwierp watertoren op de Sint-Pietersberg (afgebroken).[28]
- Frans Dingemans (1905-1961). Directeur van de Dienst Stadsontwikkeling Maastricht vanaf 1942. Stelde samen met Jos Viegen het Tweede uitbreidingsplan in Hoofdzaken op, ook wel Plan West (1954) genoemd. Stadsarchitect vanaf 1952. Maakte uitbreidingsplannen voor de gemeente Maastricht (Trichterveld, Heugemerveld, Maastricht-West), alsmede voor de gemeenten Heer (Molukse wijk) en Amby (Westrand). Uitbreiding Algemene Begraafplaats Tongerseweg. Ontwierp talloze gebouwen, o.a. Gemeenteflat (1948-1950) en Stadskantoor (1960-1961, gesloopt).[29]
- Jos Viegen (1915-2002). Als planoloog en sociaaleconoom werkzaam bij Dienst Openbare Werken. Medeverantwoordelijk voor het Tweede uitbreidingsplan in Hoofdzaken (1954).[30]
- J.J.J. van de Venne (1914-1977). Hoofddirecteur Openbare Werken (1955-1977). Als planoloog ontwierp hij het Ruimtelijk ontwikkelingsplan voor Maastricht en zijn randgemeenten (1962), ook Structuurplan genoemd, waarin de bouw van 26.000 woningen in 17 nieuwe wijken werd voorbereid. Leidend principe daarbij was de wijk- op parochiegedachte.[31][32][33]
- René Daniëls (1946?). Stadsarchitect vanaf 1973?. Verantwoordelijk voor de Nota doelstellingen binnenstad (1978) en Structuurplan Maastricht (1979),[34] alsmede het inbreidingsplan Boschstraatkwartier-Oost en de uitbreidingsplannen De Heeg (vanaf 1975) en Randwyck (vanaf 1977), die laatste met Gerard Snelder.[35] Van 2000-2006 stadsbouwmeester van Antwerpen.[36]
- Rein Geurtsen (1943). Hoofdstedenbouwkundige Gemeente Maastricht (1989-1994), verantwoordelijk voor stadsuitbreidingen Heugem-Zuidoost, Amby-Zuid en Hazendans. Publiceerde Structuurvisie 1990-2000.[37]
- Jo Coenen (1949). Geen officiële aanstelling als stadsarchitect. Ontwierp stedenbouwkundige plannen voor Céramique (1987-2005) en Maas-Marktproject (1989-2007).[38] Presenteerde op eigen initiatief, samen met econoom Luc Soete, een plan om een deel van de spoorbaan bij Station Maastricht door een tunnel te leiden (2022).[39] Tevens rijksbouwmeester (2000-2004).
- Frits Palmboom (1951). Geen officiële aanstelling als stadsarchitect. Maakte stedenbouwkundig plan Amby-Zuidoost (ca. 1990)[40] en structuurvisie Plan Belvédère (1999) voor Maastricht-Noordwest, met onder meer omlegging Noorderbrugtracé en ontwikkeling Sphinxkwartier.